# Sokolniki-Nowyje
Sokolniki-Nowyje (ros. Сокольники-Новые) – przystanek kolejowy w miejscowości Sokolniki, w rejonie zielenogradskim, w obwodzie królewieckim, w Rosji. Położony jest na linii Królewiec – Zielenogradsk – Swietłogorsk, w pobliżu wybrzeża Morza Bałtyckiego.

## Historia
Przystanek powstał w okresie przynależności tych terenów do Niemiec. Nosił wówczas nazwę Rosehnen.